# Dialekt starogotlandzki
Dialekt starogotlandzki – wymarły dialekt języka staronordyjskiego używany na Gotlandii. Wykazuje dużą liczbę różnic od starowschodnionordyckich dialektów takich jak staroszwedzki czy staroduński, uznawany jest dlatego za odrębną gałąź. Z dialektu starogotlandzkiego wywodzi się współczesny język gotlandzki.